# Itchycoo Park
Itchycoo Park is een nummer van de Britse rockgroep The Small Faces. Het verscheen oorspronkelijk op de Amerikaanse versie van hun tweede studioalbum, getiteld There Are But Four Small Faces, en werd in augustus 1967 door Immediate Records als single uitgegeven. Op de B-kant stond I'm Only Dreaming. Beide liedjes werden geschreven door Steve Marriott en Ronnie Lane, die tevens de muzikale productie verzorgden. Het lied gaat waarschijnlijk over het park Little Ilford Park in de Londense wijk Manor Park, waar Steve Marriott opgroeide.
Glyn Johns en George Chkiantz waren verantwoordelijk voor de geluidstechnische kant. Kenmerkend voor het liedje is de door Chkiantz geïntroduceerde phasing van Kenney Jones' drumpartij en Marriotts zang. De titel Itchycoo Park verwijst naar een park in East End (Londen); itchycoo is slang voor brandnetel, maar ook voor de haren van rozenbottelzaden. Het is een vrolijk liedje waarin Marriott zingt over spijbelen en het gebruik van drugs: "You can miss out school, won't that be cool, why go to learn the words of fools? What will we do there? - We'll get high".
De Small Faces bereikten met deze single de derde plaats in de Britse hitlijst. Met een zestiende plaats in de Billboard Hot 100 was dit het succesvolste Small Faces-liedje in de Verenigde Staten. Bij de heroprichting van de band in 1975 werd Itchycoo Park opnieuw uitgegeven, met toen My Way of Giving op de B-kant.

## Musici
- Ronnie Lane - basgitaar, zang
- Kenney Jones - drums
- Ian McLagan - toetsen
- Steve Marriott - zang, gitaar

## Hitnoteringen

### UK Singles Chart
| Hitnotering in de UK Singles Chart: 12-08-1967 t/m 11-11-1967 | Hitnotering in de UK Singles Chart: 12-08-1967 t/m 11-11-1967 | Hitnotering in de UK Singles Chart: 12-08-1967 t/m 11-11-1967 | Hitnotering in de UK Singles Chart: 12-08-1967 t/m 11-11-1967 | Hitnotering in de UK Singles Chart: 12-08-1967 t/m 11-11-1967 | Hitnotering in de UK Singles Chart: 12-08-1967 t/m 11-11-1967 | Hitnotering in de UK Singles Chart: 12-08-1967 t/m 11-11-1967 | Hitnotering in de UK Singles Chart: 12-08-1967 t/m 11-11-1967 | Hitnotering in de UK Singles Chart: 12-08-1967 t/m 11-11-1967 | Hitnotering in de UK Singles Chart: 12-08-1967 t/m 11-11-1967 | Hitnotering in de UK Singles Chart: 12-08-1967 t/m 11-11-1967 | Hitnotering in de UK Singles Chart: 12-08-1967 t/m 11-11-1967 | Hitnotering in de UK Singles Chart: 12-08-1967 t/m 11-11-1967 | Hitnotering in de UK Singles Chart: 12-08-1967 t/m 11-11-1967 | Hitnotering in de UK Singles Chart: 12-08-1967 t/m 11-11-1967 | Hitnotering in de UK Singles Chart: 12-08-1967 t/m 11-11-1967 |
| Week:                                                         | 1                                                             | 2                                                             | 3                                                             | 4                                                             | 5                                                             | 6                                                             | 7                                                             | 8                                                             | 9                                                             | 10                                                            | 11                                                            | 12                                                            | 13                                                            | 14                                                            |                                                               |
| ------------------------------------------------------------- | ------------------------------------------------------------- | ------------------------------------------------------------- | ------------------------------------------------------------- | ------------------------------------------------------------- | ------------------------------------------------------------- | ------------------------------------------------------------- | ------------------------------------------------------------- | ------------------------------------------------------------- | ------------------------------------------------------------- | ------------------------------------------------------------- | ------------------------------------------------------------- | ------------------------------------------------------------- | ------------------------------------------------------------- | ------------------------------------------------------------- | ------------------------------------------------------------- |
| Positie:                                                      | 43                                                            | 20                                                            | 14                                                            | 18                                                            | 10                                                            | 6                                                             | 3                                                             | 4                                                             | 7                                                             | 10                                                            | 12                                                            | 16                                                            | 26                                                            | 38                                                            | uit                                                           |

### NPO Radio 2 Top 2000
| Nummer met noteringen in de NPO Radio 2 Top 2000 | '99 | '00 | '01  | '02 | '03 | '04 | '05  | '06  | '07  | '08  | '09  | '10  | '11  | '12 | '13  |
| ------------------------------------------------ | --- | --- | ---- | --- | --- | --- | ---- | ---- | ---- | ---- | ---- | ---- | ---- | --- | ---- |
| Itchycoo Park                                    | 877 | 922 | 1145 | 751 | 945 | 976 | 1106 | 1243 | 1823 | 1208 | 1272 | 1606 | 1639 | -   | 1925 |

1. ↑  Een '-' betekent dat het nummer niet was genoteerd en een vetgedrukt getal geeft de hoogste notering aan.
2. ↑  Deze tabel is bijgewerkt tot en met de laatste editie (2024).